# Potentilla plattensis
Potentilla plattensis är en rosväxtart som beskrevs av Thomas Nuttall. Potentilla plattensis ingår i Fingerörtssläktet som ingår i familjen rosväxter.

## Underarter
Arten delas in i följande underarter:
- P. p. leucophylla
- P. p. klamathensis
- P. p. millefolia
- P. p. genuina
- P. p. pedicellata
- P. p. pinnatisecta
- P. p. stenoloba
- P. p. platyloba
- P. p. wyomingensis